# Парламентарна република
Парламентарната република е форма на държавно управление, при която начело на държавата е избрано длъжностно лице, назначено с определен мандат. Водеща роля има парламентът.

## Принципи в основата на функциониранe
- Принцип на двойното въздействие
  - от страна на парламента срещу правителството (процедурата вот на недоверие, като центъра на тежестта е изместен в полза на парламента)
  - върху парламента от президента – възможност за предсрочно разпускане на парламента, което става при невъзможност на парламента да избере правителство или ако парламента системно нарушава конституцията

## Признаци
1. Наличие на министър-председател, свежда се до външен белег
2. Политическа отговорност на правителството пред парламента
3. Формално участие на държавния глава при съставяне на правителството
4. Неотговорност на държавния глава пред парламента (невъзможност парламента да прекрати мандата на държавния глава предсрочно)
5. Избор на държавен глава от парламента или с участието му.

## Функции на държавния глава
Функциите на държавния глава в една парламентарна република могат да бъдат:
1. Представителни
2. Управленски

## Парламентарни републики
Списък на някои от по-известните настоящи парламентарни републики.
- България
- Албания
- Австрия
- Гърция
- Доминика
- Естония
- Израел
- Източен Тимор
- Индия
- Ирак
- Исландия
- Италия
- Косово
- Латвия
- Литва
- Полша
- Португалия
- Сан Марино
- Сингапур
- Словакия
- Словения
- Сърбия
- Унгария
- Финландия
- Хърватия
- Черна гора
- Чехия
- Швейцария
- Босна и Херцеговина

## Парламентарни монархии
Някои държави са също с парламентарни демокрации, но по форма на държавно управление са парламентарни монархии. И при тях парламентът е законодателна институция, също и правителство, оглавено от министър-председател, поема изпълнителната власт, но вместо президент обединител на нацията е монарх.
Списък на някои от по-известните: Австралия, Белгия, Дания, Испания, Канада, Люксембург, Нова Зеландия, Норвегия, Обединено кралство, Холандия, Швеция, Япония, Сейнт Винсент и Гренадини, Бахамски острови, Сейнт Лусия и др.